# Welsh Academy English–Welsh Dictionary
Das Welsh Academy English–Welsh Dictionary (walisisch: Geiriadur yr Academi) ist das bisher umfassendste Wörterbuch für das Sprachpaar Englisch – Walisisch. Es ist das Ergebnis jahrelanger Arbeit der Herausgeber Bruce Griffiths und Dafydd Glyn Jones. Es wurde 1995 veröffentlicht und im September 2003 als überarbeitete Version erneut veröffentlicht.
Der voluminöse Band mit über 1.700 Seiten (S. Lxxxi + 1716) wurde von der University of Wales Press im Auftrag der Yr Academi Gymreig veröffentlicht. Es enthält eine Vielzahl walisischer Bezeichnungen für neue Begriffe in den Bereichen Wissenschaft, Technik, Computer, Wirtschaft, Massenmedien, Bildung usw.

## Ausgaben

### Gedruckte Version
- Geiriadur yr Academi (University of Wales Press, 1995; Neuausgabe September 2003), ISBN 978-0-7083-1186-8.
  - mit englischem Titel: The Welsh Academy English-Welsh Dictionary

### Online-Version
Eine Online-Version des Wörterbuchs wurde im Februar 2012 veröffentlicht.
Die Online-Version wurde von der Abteilung für Sprachtechnologien, Canolfan Bedwyr, Bangor University entwickelt. Es ist möglich, die Version online mit einer walisischen oder englischen Oberfläche zu durchsuchen.
Im Jahr 2018 besuchten laut Alexa Rank durchschnittlich 9.735 Personen das Online-Wörterbuch (lexicographyracademi.org).
Laut Bruce Griffiths ist es seit etwa 2008 technisch nicht möglich, das Wörterbuch in der gedruckten Version zu erweitern, da die Druckerei den Haupttext nicht ändern kann. Er sagte in Golwg : „Sie haben Korrekturen als Anhang zum Haupttext gedruckt. Leider enthält die Online-Version nicht diesen Anhang. Zum Beispiel ist das Wort Website nicht vorhanden (at-Zeile), aber es befindet sich in der gedruckten Version im Anhang.“